# Bibiana, Piemonte
Bibiana är en ort och kommun i storstadsregionen Turin, innan 2015 provinsen Turin, i regionen Piemonte, Italien. Kommunen hade 3 463 invånare (2017).